# Hardenberg-Gymnasium Fürth
Das Hardenberg-Gymnasium in Fürth ist ein staatliches naturwissenschaftlich-technologisches, neusprachliches sowie wirtschaftswissenschaftliches Gymnasium (mit 1.379 Schülern im Schuljahr 2022/2023).

## Geschichte
Gegründet wurde die Schule im Jahr 1833, ab 1877 war sie eine „Königliche Realschule mit Handelsabteilung“ und ab 1920 eine Oberrealschule. 1966 wurde sie in den heutigen Namen umbenannt. Das heutige Schulgebäude (in der Kaiserstraße 92) wurde im Jahr 1912 bezogen.
Schüler (der Kgl. Realschule) waren unter anderem Ludwig Erhard, Gustav Schickedanz, Henry Kissinger und Jakob Wassermann.
Das Gymnasium ist nach Karl August von Hardenberg benannt. Die ehemalige Oberrealschule trägt den Namen Hardenberg-Gymnasium, entsprechend einem Vorschlag aus den Kreisen des ehemaligen Elternbeirates. Die Verbindung des Fürsten Karl August von Hardenberg zu Fürth ergibt sich aus seinem Wirken als erster Minister in der Markgrafschaft Ansbach, die 1791 an Preußen fiel. Der sich zu den Gedanken des „Aufgeklärten Absolutismus“ bekennende Hardenberg tat viel zur Förderung von Gewerbe und Handel der Stadt Fürth, unterstützte also tatkräftig die Entwicklung, der auch die Schule ihre Entstehung verdankt.

## Arbeitskreise
Am Hardenberg-Gymnasium gibt es folgende Arbeitskreise:
- SMV Team – Schülermitverantwortung (Vertrauenslehrer)
- Medienscouts – Medien erklären
- School Spirit – Aus Amerika übernommen
- Schülerzeitung – „Zenit“ (früher „Hardenzwerg“)
- Technikteam – Technische Betreuung von Veranstaltungen
- Tutoren – Organisieren u. a. die Halloween Party und helfen den 5.Klässlern im Schuljahr
- Naturwissenschaftliches Arbeiten – Für Fünftklässler
- Schülercafé – Betrieb des Schülercafés
- Gastro Team – Belieferung der Schulveranstaltungen mit Essen
- Groß hilft Klein – Unterstützung von Grundschülern
- ProWo – Protect World – Schützt die Welt, AK für Umweltschutz und Nachhaltigkeit
- Soziales Engagement – Unterstützt und organisiert u. a. das Liefern von wichtigen Gütern für ärmere Regionen
- Streitschlichter
- Hausaufgabenheft – Gestaltung des schuleigenen Hausaufgabenhefts
- Nähen
- Eco – Umweltschutz
- Übertritt

## Persönlichkeiten

### Lehrer
- German Hacker (* 1968), Kommunalpolitiker (SPD) und Erster Bürgermeister von Herzogenaurach; am Hardenberg-Gymnasium von 2005 bis 2008 tätig

### Schüler
- Heinrich Berlin (1915–1988), Historiker
- Wilhelm Wenning (* 1950), ehemaliger Regierungspräsident des Regierungsbezirks Oberfranken
- Siegfried Balleis (* 1953), ehemaliger Oberbürgermeister der Stadt Erlangen
- Edgar Prib (* 1989), deutsch-russischer Fußballspieler
- Paul Vossiek (* 2001), Bundesvorsitzender der Partei Liberale Demokraten